# Linea Yamatoji
La  linea Yamatoji (大和路線?, Yamatoji sen) è un servizio suburbano che utilizza parte della linea principale Kansai gestita da JR West situata fra le città di Osaka e Nara, in Giappone. La linea suburbana collega la stazione di Kamo e quella di JR Namba, anche se molti treni continuano lungo la linea Circolare di Ōsaka fino alla stazione di Ōsaka, o alla stazione di Amagasaki.

## Servizi
Rapido Yamatoji (大和路快速?, Yamatoji kaisoku, YR) e Regionale Rapido (区間快速?, Kukan kaisoku, RR)
I treni "Rapido Yamatoji" lasciano la stazione di Kamo, o la stazione di Nara e lasciano la linea Kansai alla stazione di Shin-Imamiya, anziché proseguire per JR Nanba. Da Shin-Imamiya percorrono la linea Circolare di Ōsaka compiendo fermate limitate fino alla stazione di Ōsaka, superata la quale fermano in tutte le stazioni prima di arrivare, completando il circolo, alla stazione di Tennōji. Durante le ore di punta i treni del servizio Regionale Rapido fermano in tutte le stazioni della circolare.
Rapido (快速?, Kaisoku, R)
I treni "Rapidi" sono nati dai nuovi orari del 15 marzo 2008, e il colore è stato cambiato da arancio a verde (colore che contraddistingue la linea Yamatoji). I treni vengono operati fra le stazioni di Kamo e JR Nanba durante l'ora di punta, con tre treni partenti da Kashiwara per Nanba la mattina, due treni fra Takaida e Nanba via linea Wakayama e due treni fra Ōji e Nanba nelle ore di morbida.
Rapido Diretto (直通快速?, Chokutsū kaisoku, DR)
I nuovi "Rapidi Diretti" sono partiti il 17 marzo 2008, e collegano Nara con Amagasaki attraverso le linee Yamatoji, Osaka Higashi, Katamachi e Tōzai.
Locali (普通?, Futsū)
I "Locali" fermano a ogni stazione della linea fra Kamo e JR Nanba. Durante le ore di morbida alcuni treni coprono solo il percorso fra Ōji e Nanba.

## Stazioni
- ●: Il treno ferma
- ▼: Parte dei treni parte da Kashiwara per JR Namba.
- |: Il treno non ferma

I treni locali fermano in tutte le stazioni
| Nome della stazione      | Nome della stazione | RR                            | DR                                | R  | YR | Collegamenti                                                                                 | Posizione          | Posizione           |
| ------------------------ | ------------------- | ----------------------------- | --------------------------------- | -- | --- | -------------------------------------------------------------------------------------------- | ------------------ | ------------------- |
| Kamo                     | 加茂                | ●                             |                                   | ●  | ● | West: Linea principale Kansai (per Kameyama)                                                 | Kizugawa           | Prefettura di Kyoto |
| Kizu                     | 木津                | ●                             | ●                                 | ●  | West: Linea Katamachi, Linea Nara |                                                                                              | Kizugawa           | Prefettura di Kyoto |
| Narayama                 | 平城山              | ●                             | ●                                 | ●  | | Nara                                                                                         | Prefettura di Nara |                     |
| Posto di comando di Saho | 佐保信号場          | \|                            | \|                                | \| | | Nara                                                                                         | Prefettura di Nara |                     |
| Nara                     | 奈良                | ●                             | ●                                 | ●  | ● | Nara                                                                                         | Prefettura di Nara | West: Linea Sakurai |
| Kōriyama                 | 郡山                | ●                             | ●                                 | ●  | ● |                                                                                              | Prefettura di Nara | Yamatokōriyama      |
| Yamato-Koizumi           | 大和小泉            | ●                             | ●                                 | ●  | ● |                                                                                              | Prefettura di Nara | Yamatokōriyama      |
| Hōryūji                  | 法隆寺              | ●                             | ●                                 | ●  | ● |                                                                                              | Prefettura di Nara | Ikaruga, Ikoma      |
| Ōji                      | 王寺                | ●                             | ●                                 | ●  | ● | West: Linea Wakayama Ferrovie Kintetsu: Linea Ikoma, Linea Tawaramoto (stazione di Shin-Ōji) | Prefettura di Nara | Ōji, Kitakatsuragi  |
| Sangō                    | 三郷                | \|                            | \|                                | \| | \| |                                                                                              | Prefettura di Nara | Sangō, Ikoma        |
| Kawachi-Katakami         | 河内堅上            | \|                            | \|                                | \| | \| |                                                                                              | Kashiwara          | Prefettura di Osaka |
| Takaida                  | 高井田              | \|                            | \|                                | \| | \| |                                                                                              | Kashiwara          | Prefettura di Osaka |
| Kashiwara                | 柏原                | \|                            | \|                                | ▼  | \| | Kintetsu: Linea Dōmyōji Line, Linea Osaka (stazione di Katashimo)                            | Kashiwara          | Prefettura di Osaka |
| Shiki                    | 志紀                | \|                            | \|                                | \| | \| |                                                                                              | Yao                | Prefettura di Osaka |
| Yao                      | 八尾                | \|                            | \|                                | \| | \| |                                                                                              | Yao                | Prefettura di Osaka |
| Kyūhōji                  | 久宝寺              | ●                             | ●                                 | ●  | ● | West: Linea Ōsaka Higashi                                                                    | Yao                | Prefettura di Osaka |
| Kami                     | 加美                | \|                            |                                   | \| | \| |                                                                                              | Hirano-ku, Osaka   | Prefettura di Osaka |
| Hirano                   | 平野                | \|                            | \|                                | \| | |                                                                                              | Hirano-ku, Osaka   | Prefettura di Osaka |
| Tōbu-shijō-mae           | 東部市場前          | \|                            | \|                                | \| | | Higashisumiyoshi-ku, Osaka                                                                   |                    | Prefettura di Osaka |
| Tennōji                  | 天王寺              | ●                             | ●                                 | ●  | Metropolitana di Osaka: Linea Tanimachi, Linea Midōsuji JR West: Linea Circolare di Ōsaka Linea Hanwa Ferrovie Kintetsu: Linea Minami-Osaka (alla stazione di Ōsaka Abenobashi ■ Linee tranviarie Hankai: Linea Hankai Uemachi (fermata Tennōji-ekimae)                                                                                                 | Tennōji-ku, Osaka                                                                            |                    | Prefettura di Osaka |
| Shin-Imamiya             | 新今宮              | ●                             | ●                                 | ●  | West: Linea Circolare di Ōsaka ■ Ferrovie Nankai: Linea principale Nankai, Linea Nankai Kōya Metropolitana di Ōsaka: Linea Midōsuji Linea Sakaisuji (presso l'adiacente stazione di Dōbutsuen-mae) ■Linee tranviarie Hankai: Linea Hankai (presso l'adiacente stazione di Minami-Kasumichō)                                                             | Naniwa-ku, Osaka                                                                             |                    | Prefettura di Osaka |
| Imamiya                  | 今宮                | ●                             | \|                                | \| | West: Linea Circolare di Ōsaka | Naniwa-ku, Osaka                                                                             |                    | Prefettura di Osaka |
| Namba JR                 | JR難波              |                               | ●                                 |    | Metropolitana di Osaka: Linea Yotsubashi Linea Midōsuji, Linea Sennichimae ■ Ferrovie Nankai: Linea principale Nankai e Linea Nankai Kōya Ferrovie Kintetsu: Linea Kintetsu Namba (stazione di Ōsaka Namba) Ferrovie Hanshin: Linea Hanshin Namba (stazione di Ōsaka Namba) JR West: Linea principale Kansai (Linea Yamatoji) alla stazione di Namba JR | Naniwa-ku, Osaka                                                                             |                    | Prefettura di Osaka |
| Prosegue per             | Prosegue per        | Tennōji via Nishikujō e Osaka | Amagasaki via linea Osaka Higashi |    | Tennōji via Nishikujō e Osaka |                                                                                              |                    |                     |